# Colonia Luis Donaldo Colosio, Veracruz
Colonia Luis Donaldo Colosio är en ort i Mexiko.   Den ligger i kommunen Cosoleacaque och delstaten Veracruz, i den sydöstra delen av landet, 500 km öster om huvudstaden Mexico City. Colonia Luis Donaldo Colosio ligger 22 meter över havet och antalet invånare är 843.
Terrängen runt Colonia Luis Donaldo Colosio är platt. Runt Colonia Luis Donaldo Colosio är det tätbefolkat, med 343 invånare per kvadratkilometer. Närmaste större samhälle är Minatitlán, 6,0 km öster om Colonia Luis Donaldo Colosio. Omgivningarna runt Colonia Luis Donaldo Colosio är en mosaik av jordbruksmark och naturlig växtlighet.